# Friedrich Alpers
Friedrich Ludwig Herbert Alpers (25 de Março de 1901 - 3 de Setembro de 1944) foi um oficial alemão que serviu na Luftwaffe durante a Segunda Guerra Mundial. Foi condecorado com a Cruz de Cavaleiro da Cruz de Ferro.